# Puya paupera
Puya paupera är en gräsväxtart som beskrevs av Carl Christian Mez. Puya paupera ingår i släktet Puya och familjen Bromeliaceae. Inga underarter finns listade i Catalogue of Life.